# American School of Modern Music of Paris
American School of Modern Music of Paris (česky Americká škola moderní hudby v Paříži) je hudební vysoká škola se sídlem v Paříži. Škola se nachází v ulici Rue de la Croix-Nivert č. 117 v 15. obvodu, druhé sídlo má ve městě Boulogne-Billancourt.

## Historie
Školu vysokoškolského typu založil v roce 1982 hudebník Stephen Carbonara. Je zaměřená na výuku jazzu a soudobé hudby. Jedná se o americkou školu jak podle jména, tak i způsobu její organizace. Škola je členem dvou mezinárodních asociací: International Association of School Jazz (Mezinárodní asociace jazzových škol) a Jazz Education Network (Jazzová vzdělávací síť).
Studenti na této škole mohou absolvovat kurzy a počet hodin různého stupně, ale celkově jsou požadavky, stejně jako v mnoha odborných školách, vysoké. Kompletní program činí 5 let a je zakončen vysokoškolským diplomem. Vyučuje se zde mj. hudební teorie, harmonie, aranžmá, orchestrace nebo improvizace na mnoha hudebních nástrojích.